# Wet Hot American Summer: First Day of Camp
Wet Hot American Summer: Ten Years Later
Wet Hot American Summer: First Day of Camp est une série télévisée américaine en huit épisodes d'environ 29 minutes créée par David Wain et Michael Showalter, préquel adaptée à partir du long métrage du même nom sorti en 2001, et mis en ligne le 31 juillet 2015 sur Netflix en mode multilingue.

## Synopsis
Beth et ses amis sont de retour pour des vacances drôles au camping Firewood.

## Distribution

### Acteurs principaux
- Marguerite Moreau (VF : Marie Zidi) : Katie
- Elizabeth Banks (VF : Marie-Eugénie Maréchal) : Lindsey
- Zak Orth (VF : Bruno Magne) : J. J.
- Paul Rudd (VF : Cédric Dumond) : Andy Fleckner
- Michael Showalter (VF : Benjamin Pascal) : Gerald « Coop » Cooperberg / Mme Patti Pancakes / Ronald Reagan
- Michael Ian Black (en) (VF : Stéphane Fourreau) : McKinley Dozen
- Bradley Cooper (VF : Alexis Victor) : Ben
- Janeane Garofalo (VF : Vanina Pradier) : Beth
- Amy Poehler (VF : Marie-Laure Dougnac) : Susie
- Molly Shannon (VF : Véronique Desmadryl) : Gail Dana Starfield
- Lake Bell (VF : Armelle Gallaud) : Donna
- Jason Schwartzman (VF : Jérémy Prévost) : Greg
- Thomas Barbusca (VF : Gabriel Bismuth) : Drew
- Michael Blaiklock (en) (VF : Fabrice Fara) : Danny
- Nina Hellman (VF : Clémentine Domptail) : Nancy
- Christopher Meloni (VF : Jérôme Rebbot) : Gene Jenkinson / Jonas
- Josh Charles (VF : Cyrille Monge) : Blake
- Eric Nenninger (VF : Nicolas Dangoise) : Warner
- John Slattery (VF : Éric Legrand) : Claude Dumet
- Michaela Watkins (VF : Marie-Madeleine Burguet) : Rhonda
- David Wain (VF : Jérôme Pauwels) : Yaton

### Acteurs récurrents
- Joe Lo Truglio (VF : Marc Perez) : Neil
- Ken Marino (VF : Nessym Guetat) : Victor Pulak
- A. D. Miles (en) (VF : Glen Hervé) : Gary
- Chris Pine (VF : Emmanuel Garijo) : Eric
- H. Jon Benjamin (VF : Bertrand Dingé) : Mitch
- Jon Hamm (VF : Bruno Choël) : Falcon
- Marisa Ryan (en) (VF : Lisa Spurio) : Abby Bernstein
- Kevin Sussman (VF : Gérard Malabat) : Steve
- Michael Cera (VF : Hervé Grull) : Jim Stansel
- George Dalton (VF : Donald Reignoux) : Arty
- Rich Sommer (en) (VF : Christophe Lemoine) : Graham
- John Early (VF : Olivier Podesta) : Logan

### Invités notoires
- Kristen Wiig (VF : Marie Giraudon) : Courtney
- Judah Friedlander : Ron Von Kleinenstein
- David Hyde Pierce (VF : Pierre Tessier) : Professeur Henry Neumann
- Jayma Mays (VF : Julie Turin) : Jessica, la journaliste
- Bruce Greenwood (VF : Bernard Métraux) : Bill Martinson
- Richard Schiff (VF : Hervé Caradec) : le doyen Dean Fairchild
- Aisha Hinds (VF : Laura Zichy) : Amelia

- Version française
  - Société de doublage : Deluxe Media Paris[2]
  - Direction artistique : Bruno Dubernat[2]
  - Adaptation des dialogues : Patrick Taïeb et Jérôme Pauwels[2]

 Source et légende : version française (VF) sur RS Doublage

## Production
Le projet a débuté en mai 2014. Après avoir signé des contrats avec la distribution originale du film de 2001, Netflix a commandé huit épisodes en janvier 2015.
Parmi les nouveaux visages : Michaela Watkins, Josh Charles, John Slattery, Randall Park, Jayma Mays, Lake Bell, Paul Scheer, Rob Huebel et Richard Schiff, rejoints à la fin janvier par Chris Pine, Kristen Wiig, Jon Hamm et Jason Schwartzman.

### Fiche technique
- Réalisation : David Wain (tous)
- Scripteurs : Michael Showalter (tous), David Wain (épisodes 1, 2, 6 et 8) et Christina Lee (épisode 5).
- Société de production : Showalter Wain, Abominable Pictures, Principato-Young Entertainment

## Épisodes
1. L'Arrivée des campeurs (Campers Arrive)
2. Le Déjeuner (Lunch)
3. Les Activités (Activities)
4. Les Auditions (Auditions)
5. Le Dîner (Dinner)
6. Electro-city (Electro/City)
7. La Fête des monos (Staff Party)
8. La Fin de la journée (Day Is Done)